# Giovani diavoli
Giovani diavoli (Idle Hands) è un film del 1999 diretto da Rodman Flender, con Devon Sawa e Jessica Alba.

## Trama
In una cittadina della California, Bolan, Anton Tobias è un giovane che passa tutte le sue giornate davanti alla televisione, fumando marijuana.
I suoi genitori vengono barbaramente uccisi, ma lui se ne accorge dopo due giorni per caso.
Ben presto si scoprirà che è stato lui ad ucciderli, o per essere più precisi, la sua mano, di cui Anton non ha più il controllo: essa è stata posseduta da un demone che sceglie le sue vittime in base alla loro pigrizia.
Uccide anche i suoi più cari amici, Mick e Pnub, che resuscitano dal giardino dove li ha seppelliti, e la sua storia con la bella Molly rischia di prendere una brutta piega.
Arriva in città persino un'esperta di occulto, Debi LeCure. Anton, intanto, si è tagliato la mano impazzita, che ora è in cerca di nuove prede più affamata e libera che mai...

## Distribuzione della pellicola
- Uscita negli Stati Uniti : 30 aprile 1999
- Uscita in Francia : 28 luglio 1999
- Uscita in Italia : 13 agosto 1999
- Uscita in Germania : 26 agosto 1999
- Uscita in Spagna : 27 agosto 1999
- Uscita nel Regno Unito : 5 novembre 1999
- Uscita in Australia : 9 dicembre 1999